# Музей румунської літератури «М. Когелнічану»
Національний літературний музей «Міхай Когелнічану» був створений восени 1965 року під егідою Спілки письменників Молдови. Колекція музею нараховує понад 230 тисяч одиниць, серед яких книги, предмети мистецтва, документи.

## Історичний
Спочатку він називався Республіканський музей літератури МРСР. Після відкриття нинішнього Будинку літераторів 31 серпня 1989 року на вулиці 98 у Кишиневі музей отримав кілька виставкових кімнат, підвал для зберігання фондів, кабінети для персоналу та бібліотеку. На той час у музеї працювало 35 співробітників, у тому числі наукові працівники трьох наукових відділів.
У 1983 році отримав ім'я Димитрій Кантемир. У 1990 році його було скасовано як музей, а в 1991 році він став Національним центром літературознавства та музеографії «Михай Когелнічану». У 1997 році його було перейменовано в Музей румунської літератури «Михай Когелнічану». Рішенням уряду з 1 січня 2013 року він перетворюється на національний музей, переходячи від Спілки письменників до сфери управління Міністерства культури, водночас отримавши право управління дочірніми підприємствами. У 2015 році в селі Переріта було урочисто відкрито будинок-музей «Грігоре Вієру», а в 2019 році будинок-музей «Александру Донічі» в селі Донічі також переходить до сфери управління музею.
Декілька літературних діячів працювали директорами музею, зокрема Георге Цінчілей (1965—1970; 1997—1999), Лев Барський (1971—1974), Георге Мадан (1974—1988), Юрій Колеснік (1991—1995), Валеріу Назар (1999—2015) та Василя Маланетчі (2015—2019). З 10 грудня 2019 року і дотепер генеральним директором музею є письменниця, доктор філологічних наук Марія Шлеахтічі.
Музей створено не на основі наявних колекцій чи фондів. Більшість експонатів музейної колекції накопичено в період з 1965 по 1991 роки в результаті дослідницької та збиральницької діяльності рукописів, документів, рідкісних книг, періодичних видань тощо. колективом музеографів закладу. У 2019 році музей налічував 147 386 одиниць, які включають, окрім книг і рукописів, багатий фонд образотворчого мистецтва, фотографії, аудіокасети, відеозаписи тощо. Колекція рукописів є найбільшою (28 000 екземплярів), за нею йде колекція книг з приблизно 22 000 томів 19 століття. XVI—XXI. Найстарішою книгою є видання Beati Dionysii Areopagitae martyris inglyti святого Діонісія Ареопагіта (1572). На основі музейних експонатів створено будинки-музеї «Олександра Донічі», «Костянтина Стаматі» та «Олексія Матеєвича». Однак значна частина колекцій музею була знищена, оскільки це не подобалося комуністичним органам, у тому числі частина спадщини, зібраної під керівництвом Георге Цінчілея.

## Структура
Після перетворення закладу на національний музей він залишився без постійного штабу. Поки її не отримала, вона знімала кімнати через комод у приміщенні Спілки письменників на вулиці 31 серпня 1989 року, № 1. 98, Кишинів, а кошти зберігалися в підвалі будинку. У 2021 році Національний музей літератури переїхав у власне приміщення, розташоване на вулиці Олексія Матеєвича, 79 у Кишиневі, яке включає два фрагменти колишнього палацу королеви Сербії, віллу Пронін і будівлю по сусідству, де знаходиться виставка зал № 1.

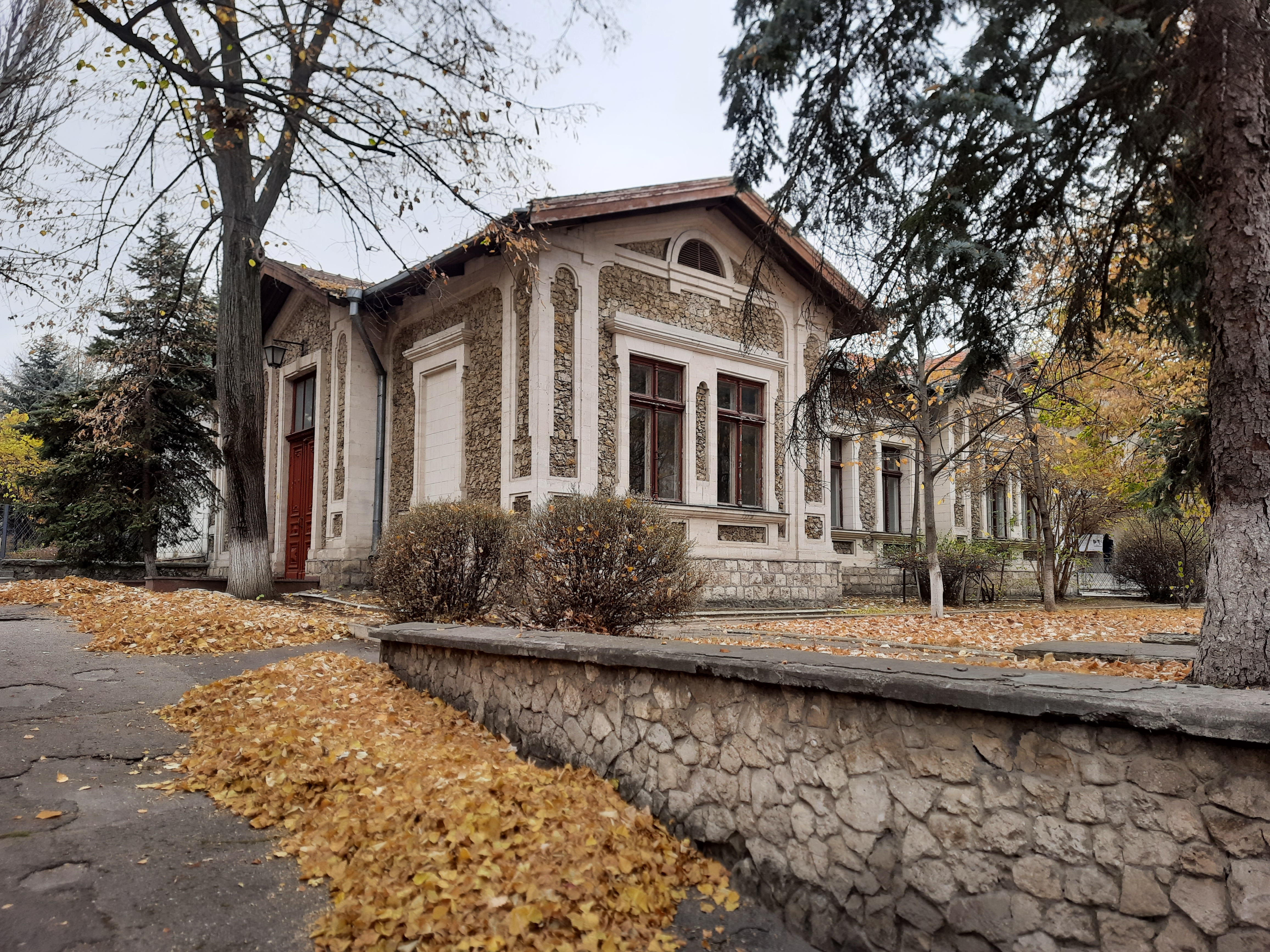
Фрагмент А з вілли Пронін, частина приміщення музею.

Спочатку Віла Пронін являла собою групу будівель, найважливішою з яких був особняк/палац під назвою Palatul Pronin. Останній сильно постраждав від землетрусу 1940 року та Другої світової війни, був знесений пізніше, у радянський період. Будівлі, що залишилися, служили кафетерієм Ради міністрів РСР, а потім Державної канцелярії Республіки Молдова, перш ніж стати штаб-квартирою Національного музею літератури «Михай Когелнічану». Зараз музей організовує тимчасові виставки у виставковій залі № 1 (блок Б), у міській віллі, пам'ятці архітектури національного значення (блок А, «Жовта кімната», «Рожева кімната», «Зелена кімната»), віднедавна також Липовий будинок Королівських фондів.

### Філіали
- Будинок-музей «Александру Донічі», село Доніч (великий будинок, офіс, дві виставкові кімнати). Заснована в 1977 році.
- Будинок-музей «Костянтин Стаматі», село Окниця (садиба-музей з кімнатою семи письменників, кабінетом і кімнатою пам'яті нащадків Костянтина Стаматі; бюст і стара липа). Заснована в 1988 році.
- Будинок-музей „Грігоре Вієру”, село Перерита. Створено в 2015 році.

## Колекція
Спадщина музею впорядкована в 13 фондах :
1. книга. 20 тис. світських і релігійних книг. Окрім видання 1572 року твору Діонісія Ареопагіта, інші видатні старовинні книги: Євангеліє вчительне, надруковане під керівництвом митрополита Петра Могили в 1637 році в Печерській Лаврі в Києві; Антологія того, що говорить квітка слів, Ясси 1755; Kazanie, Râmnic, 1781—1782 (відтворює майже весь текст «Kazanie» Варлаама 1643 р.); Історія Османської імперії Димитрія Кантеміра німецькою мовою, Гамбург, 1745; Історія Валахії, Молдавії та задунайських волохів Михая Коґелнічану французькою мовою, Берлін, 1837; Байки Александру Доничі, Ясси, 1840.
2. Рукописи. 28 тис. Більшість із них є рукописами сучасних авторів, таких як Ніколай Костенко, Георге Менюк, Лівіу Деляну, Володимир Бесляга, Григорій Вієру, Анатолій Чокану, Георге Воде, Петру Задніпру, Дмитро Матковський, Міхай Чимпой, Ніколае Дабіжа, Аркадіє Сучевяну та ін. Існують також давніші рукописи, особливо неповна версія популярної повісті Варлаам і Йоасаф з 10 століття. 18-го та зошит з віршами з Mărăşești 1917 року Алексея Матеєвича, де також є вірш Наша мова.
3. Періодичні видання. У кількості 20 000 одиниць. Серед них випуски видань Magazin historic for Dacia (з 1845), Columna lui Traian (з 1870), Gazeta Bucovinei (1892), Viața Românească (з 1906) тощо. Проте більшу частину колекції становлять післявоєнні видання.
4. Пластичні мистецтва. 2000 штук. Особливо картини на літературну тему Аурела Давида, Ігоря Вієру, Міхая Греку, Валентина Руссу-Чобану, Хамурару Філімон та ін., переважно портрети літературних діячів. У фонді також є гобелени, скульптури, шаржі, ілюстрації.
5. Фотографії. 12 000 фотографій, особливо письменників з РСР/Республіки Молдова.
6. Плівки/мікрофільми — разом із фондом фотокопій/ксерокопій 3179 одиниць.
7. Фотокопії/ксерокопії.
8. Відео/аудіопринти — 733 од.
9. Альбоми/листівки — 1 400 шт.
10. Афіші/програми/запрошення — 3000 шт.
11. Нумізматика — 473 шт.
12. Народна творчість — 453 шт.
13. Об'єкти/документи — 2000 об'єктів.

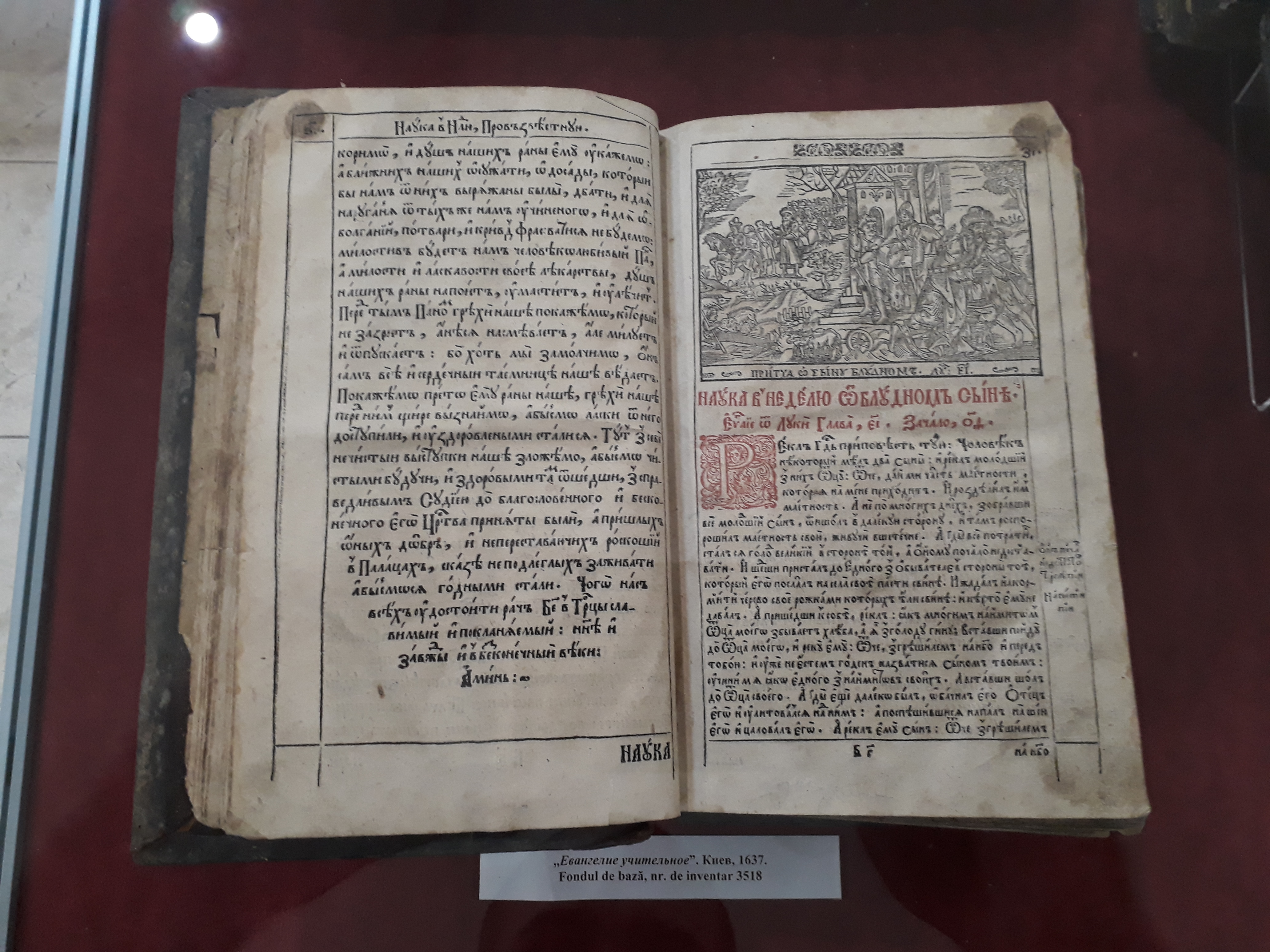
Стара книга з колекції музею: Учительне Євангеліє, Київ, 1637 р.
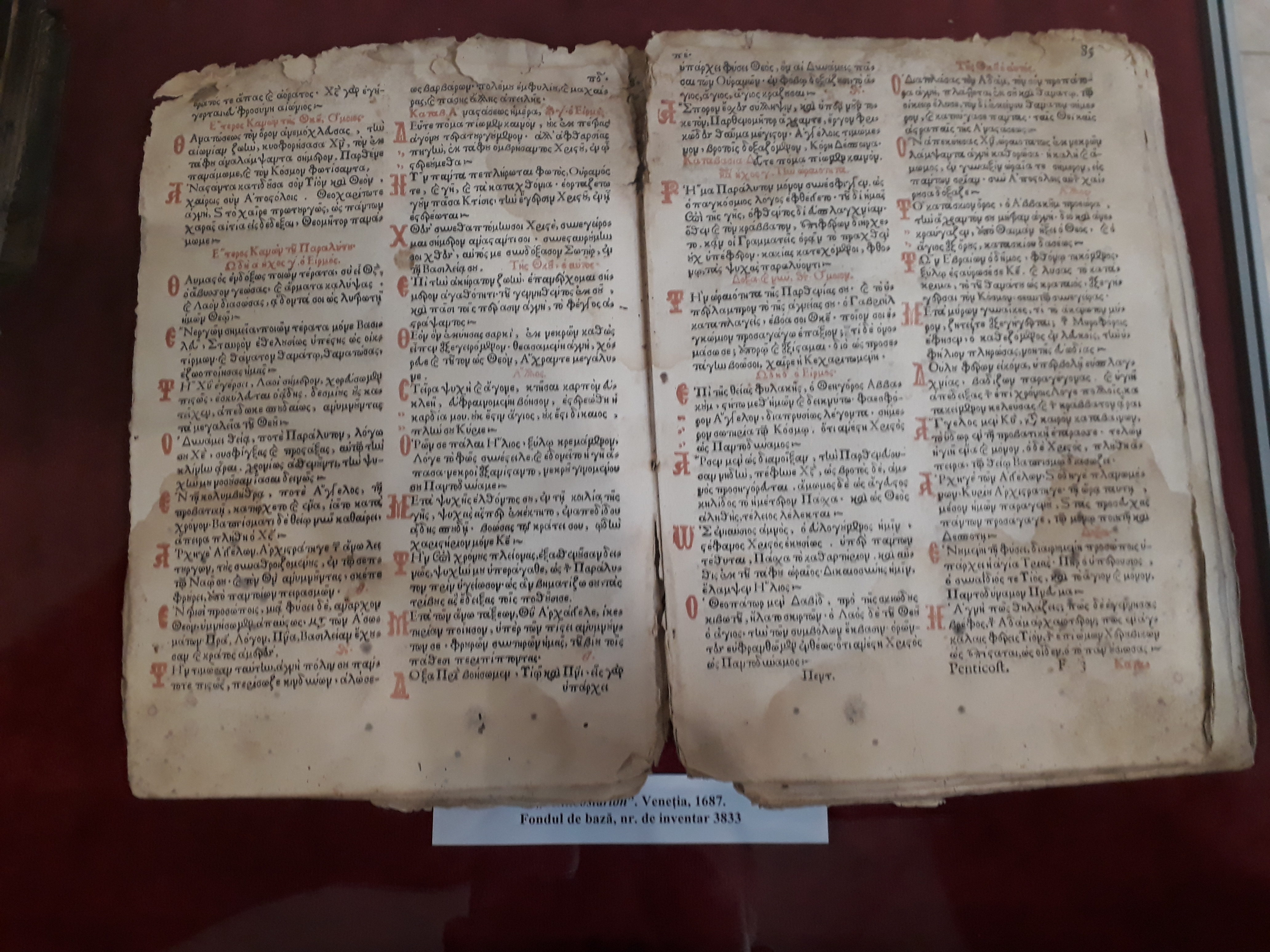
Стара книга з фонду музею: Pentecostarion, Венеція, 1687.
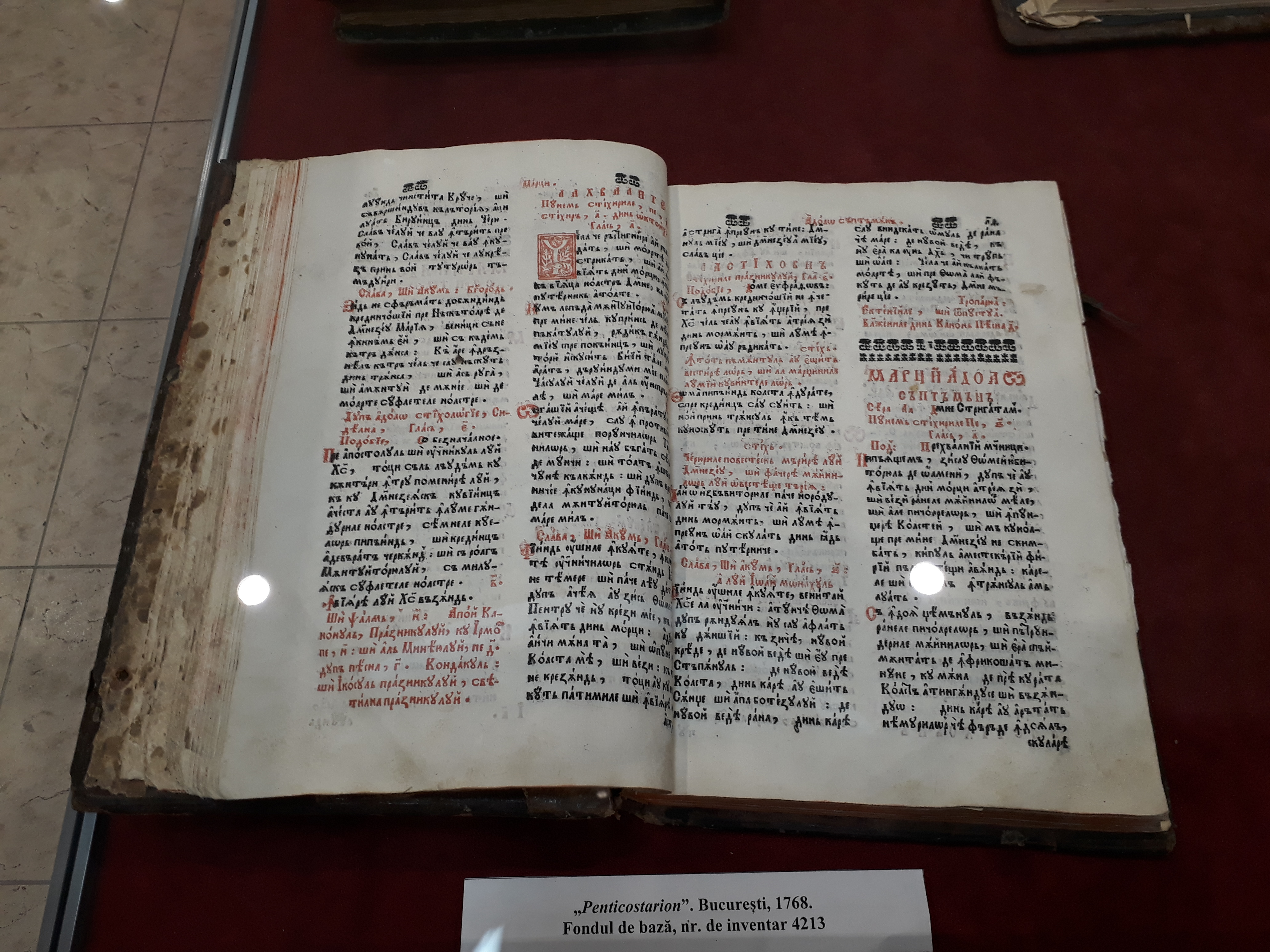
Стара книга з фонду музею: Pentecostarion, Бухарест, 1768.
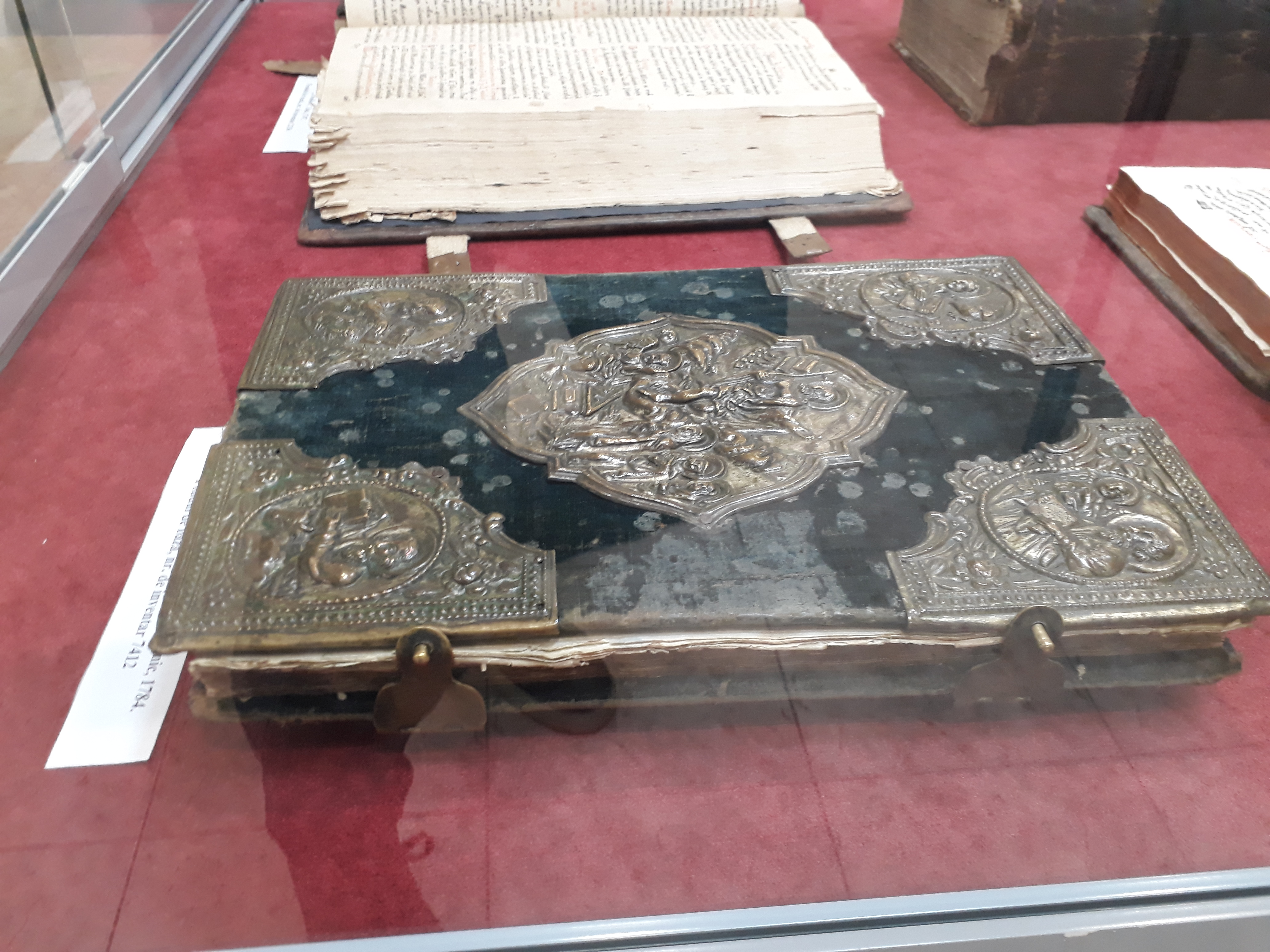
Старовинна книга з фонду музею: Євангеліє, Римник, 1784 р.

## Виставки

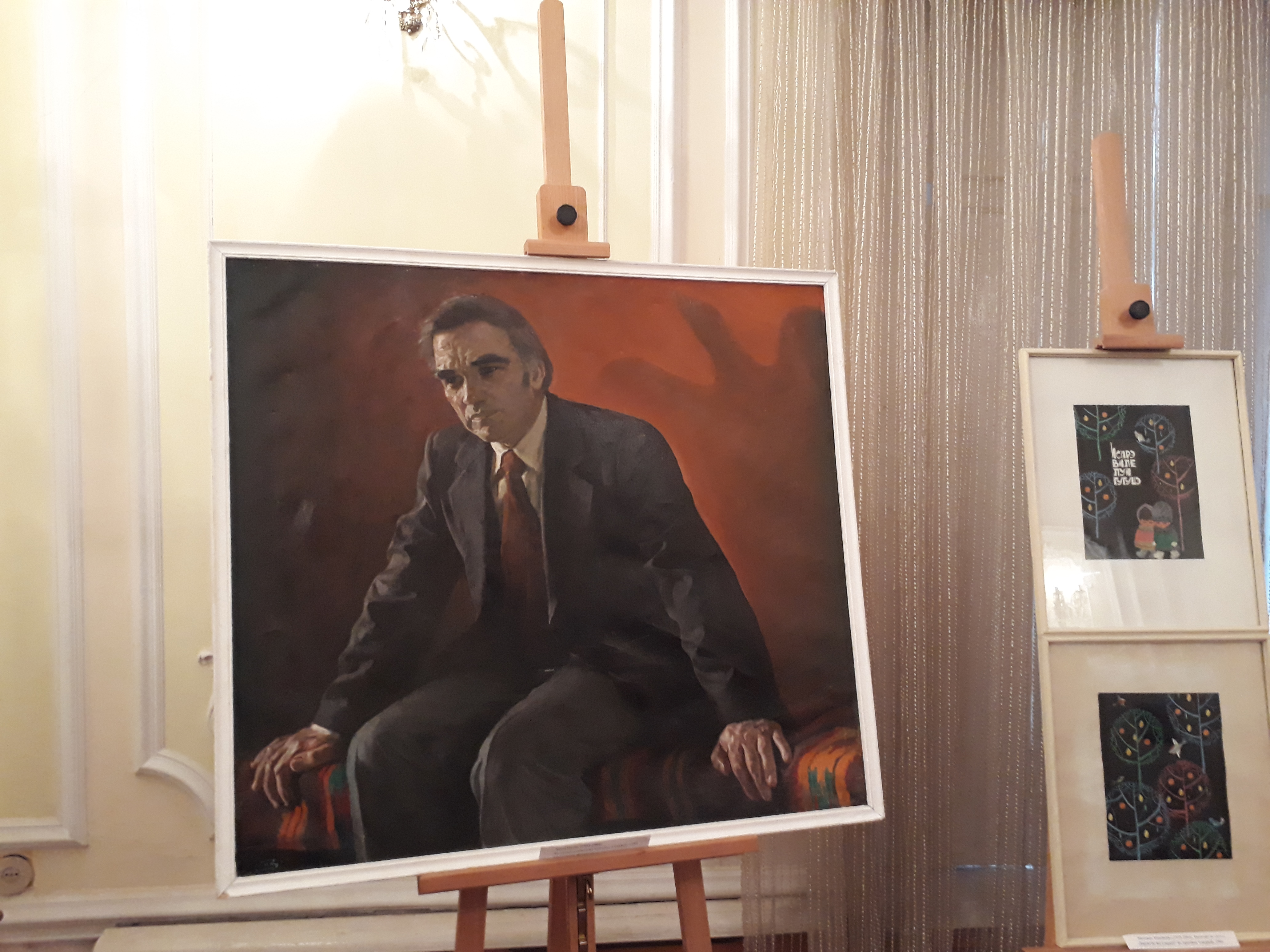
Тимчасова виставка, присвячена Спиридону Вангелі, у фрагменті B вілли Проніна.

Наразі Національний літературний музей «Міхай Когелнічану» не має постійної експозиції, а програма включає лише тимчасові виставки. Організовуються тимчасові виставки, як правило, тематичні, присвячені окремим літературним діячам східного Пруту або вшанування певних подій. Переважають ювілейні виставки з максимальною тривалістю 1-5 місяців. Деякі приклади таких тимчасових виставок:
- «Історія орла», присвячена сторіччю письменника Миколи Костенка, 2013.
- Пол Гома у віці 80 років. Від Мани до Парижа: мистецтво притулку, 2015.
- Микола Романенко — 110 років від дня народження, 2016 р.
- Міхай Чимпой: дорога до центру бессарабської літератури, 75 років від дня народження, 2017.
- Міхай Емінеску у світовій графіці, 2017.
- Алеку Руссо — солдат минулого. 200-річчя від дня народження, 2019.
- Василе Соймару — людина фактів. 70-річчя, 2019.
- Валентин Мандакану — безстрашний солдат румунської мови, 90 років після народження, 2020.
- Сторіччя. Андрій Цюрунга, поет комуністичних тюрем, 2020.

На офіційному веб-сайті також доступна віртуальна онлайн-виставка, присвячена творчості Валентини Русу-Чобану.